# Élections sénatoriales de 2017 en Maine-et-Loire
Les élections sénatoriales en Maine-et-Loire se déroulent le dimanche 24 septembre 2017, dans le but d'élire les quatre sénateurs représentant le département au Sénat pour un mandat de six années.

## Contexte départemental
Lors des élections municipales de 2014, de nombreuses petites villes ont basculé ou sont restées à droite ; ce qui est le cas d'Angers, préfecture du département, Cholet, Avrillé, Montreuil-Juigné ou Bouchemaine. Cependant la gauche conserve de nombreux bastions tels que Trélazé, Chalonnes-sur-Loire, Beaucouzé, Les Ponts-de-Cé ou Saumur. Lors des élections départementales de 2015, le département de Maine-et-Loire est resté à droite sous la présidence du centriste Christian Gillet, malgré une résistance de la gauche qui conserve 12 sièges. Lors des élections régionales de 2015, la région Pays de la Loire a basculé à droite sous la présidence de Bruno Retailleau. C'est donc un collège électoral plutôt marqué à droite qui affronte cette élection sénatoriale.

## Sénateurs sortants
| Sénateur | Sénateur          | Parti | Fonctions lors de l'élection en 2011              |
| -------- | ----------------- | ----- | ------------------------------------------------- |
|          | Corinne Bouchoux  | EELV  |                                                   |
|          | Daniel Raoul      | PS    | Sénateur sortant, adjoint au maire d'Angers       |
|          | Christophe Béchu  | LR    | Président du conseil général, conseiller régional |
|          | Catherine Deroche | LR    | Sénatrice sortante, conseillère régionale         |

## Présentation des listes et des candidats
Les nouveaux représentants sont élus pour une législature de 6 ans au suffrage universel indirect par les 2 008 grands électeurs du département. En Maine-et-Loire, les sénateurs sont élus au scrutin proportionnel plurinominal. Le département élit quatre sénateurs et six candidats doivent être présentés sur chaque liste pour qu'elle soit validée. Chaque liste de candidats est obligatoirement paritaire et alterne entre les hommes et les femmes. Plusieurs listes seront déposées dans le département. Elles sont présentées ici dans l'ordre de leur dépôt à la préfecture et comportent l'intitulé figurant aux dossiers de candidature.

### « Des élus de terrain et de convictions pour tout le Maine-et-Loire » (LR)
| N° | Candidats | Candidats         | Parti | Principale fonction             |
| -- | --------- | ----------------- | ----- | ------------------------------- |
| 01 |           | Catherine Deroche | LR    | Sénatrice sortante              |
| 02 |           | Stéphane Piednoir | LR    | Maire de Montreuil-Juigné       |
| 03 |           | Lydia L'Herroux   | LR    | Maire de Saint-Just-sur-Dive    |
| 04 |           | Jean-Luc Davy     | LR    | Maire délégué de Daumeray       |
| 05 |           | Maryline Lézé     | LR    | Maire des Hauts d'Anjou         |
| 06 |           | Lionel Cottenceau | LR    | Maire délégué de Chemillé-Melay |

### « Une volonté pour le Maine-et-Loire » (UDI)
| N° | Candidats | Candidats         | Parti | Principale fonction                                |
| -- | --------- | ----------------- | ----- | -------------------------------------------------- |
| 01 |           | Isabelle Leroy    | UDI   | Conseillère régionale, adjointe au maire de Cholet |
| 02 |           | Michel Pattée     | UDI   | Maire de Doué-en-Anjou                             |
| 03 |           | Annick Braud      | UDI   | Adjointe au maire de Beaupréau-en-Mauges           |
| 04 |           | Remi Albert       | UDI   | Maire délégué de Beausse                           |
| 05 |           | Patricia Maussion | UDI   | Conseillère régionale, adjointe au maire de Loiré  |
| 06 |           | Patrice Renard    | UDI   | Conseiller municipal de Baugé-en-Anjou             |

### « Pour des territoires autonomes et solidaires » (DVG)
| N° | Candidats | Candidats             | Parti | Principale fonction                  |
| -- | --------- | --------------------- | ----- | ------------------------------------ |
| 01 |           | Joël Bigot            | PS    | Maire des Ponts-de-Cé                |
| 02 |           | Rachel Santenac       | DVG   |                                      |
| 03 |           | Jean-Michel Marchand  | PRG   | Maire de Saumur                      |
| 04 |           | Florence Foussard     | PS    |                                      |
| 05 |           | Jean-Noël Gaultier    | PS    | Maire délégué de Noyant-la-Gravoyère |
| 06 |           | Marie-Juliette Tanguy | DVG   |                                      |

### « La Majorité en marche pour un territoire d'avenir » (DVD)
| N° | Candidats | Candidats           | Parti | Principale fonction                       |
| -- | --------- | ------------------- | ----- | ----------------------------------------- |
| 01 |           | Emmanuel Capus      | LR    | Adjoint au maire d'Angers                 |
| 02 |           | Marie-Claire Starel | LREM  | Maire déléguée de Saint-Crespin-sur-Moine |
| 03 |           | Jean-Louis Demois   | LREM  | Maire d'Écuillé                           |
| 04 |           | Stéphanie Dagon     | LREM  | Conseillère municipale de Vivy            |
| 05 |           | Alain Bourrier      | LREM  | Maire délégué de Brissarthe               |
| 06 |           | Véronique Racineux  | LREM  | Adjointe au maire de Bouchemaine          |

### « Territoires en mouvement » (LREM)
| N° | Candidats | Candidats              | Parti | Principale fonction               |
| -- | --------- | ---------------------- | ----- | --------------------------------- |
| 01 |           | Jean-Charles Prono     | LREM  | Maire de Saint-Mathurin-sur-Loire |
| 02 |           | Françoise Le Goff      | MoDem | Adjointe au maire d'Angers        |
| 03 |           | Vincent Guimon         | LREM  | Adjoint au maire de Segré         |
| 04 |           | Sophie Tubiana         | LREM  | Conseillère municipale de Saumur  |
| 05 |           | Xavier Coiffard        | MoDem | Conseiller municipal de Cholet    |
| 06 |           | Michèle Boisdron-Celle | LREM  |                                   |

### « L'union fait la gauche » (PS-EÉLV)
| N° | Candidats | Candidats                | Parti | Principale fonction                  |
| -- | --------- | ------------------------ | ----- | ------------------------------------ |
| 01 |           | Sophie Foucher-Maillard  | PS    | Conseillère départementale           |
| 02 |           | Christophe Cardet        | EÉLV  | Adjoint au maire de Saumur           |
| 03 |           | Cécile Humbert-Mohammedi | PS    |                                      |
| 04 |           | Hervé Dubosclard         | EÉLV  | Maire délégué de Brain-sur-Longuenée |
| 05 |           | Charlotte Anguenot       | DVG   |                                      |
| 06 |           | Guy Augeul               | DVG   |                                      |

### « Liste bleu marine pour la défense de nos communes et de nos départements » (FN)
| N° | Candidats | Candidats           | Parti | Principale fonction |
| -- | --------- | ------------------- | ----- | ------------------- |
| 01 |           | Aymeric Merlaud     | FN    | Conseiller régional |
| 02 |           | Marie Baron         | FN    |                     |
| 03 |           | Patrice Lancien     | FN    |                     |
| 04 |           | Lucie Pineau        | FN    |                     |
| 05 |           | Valentin Belhadjali | FN    |                     |
| 06 |           | Élisabeth Marmin    | FN    |                     |

### « Nos communes, cette richesse » (PCF)
| N° | Candidats | Candidats               | Parti | Principale fonction                        |
| -- | --------- | ----------------------- | ----- | ------------------------------------------ |
| 01 |           | Alain Pagano            | PCF   | Conseiller municipal d'Angers              |
| 02 |           | Catherine Leloup-Cottin | DVG   | Conseillère municipale de Chemillé-Melay   |
| 03 |           | Patrice Daviau          | PCF   | Maire de Marcé                             |
| 04 |           | Caroline Rabault        | DVG   | Conseillère municipale de Saumur           |
| 05 |           | Hubert Dupont           | PCF   | Conseiller municipal de Le May-sur-Èvre    |
| 06 |           | Christine Bardot        | DVG   | Conseillère municipale de Mauges-sur-Loire |

### « La ruralité: ils en parlent, nous la vivons » (divers)
| N° | Candidats | Candidats          | Parti | Principale fonction                            |
| -- | --------- | ------------------ | ----- | ---------------------------------------------- |
| 01 |           | Adrien Denis       | LR    | Maire de Noyant-Villages                       |
| 02 |           | Marion Berthommier | DVD   | Maire délégué de Montfaucon-Montigné           |
| 03 |           | Olivier Chauveau   | DVD   | Maire délégué de La Ferrière-de-Flée           |
| 04 |           | Claudia Chartier   | DVD   | Maire délégué de Les Verchers-sur-Layon        |
| 05 |           | Yves Berland       | DVD   | Maire de Chaudefonds-sur-Layon                 |
| 06 |           | Anne Letort        | DVD   | Maire déléguée de Saint-Christophe-la-Couperie |

## Résultats
| Tête de liste                                                            | Tête de liste            | Liste                                | Voix  | %     | Élus |
| ------------------------------------------------------------------------ | ------------------------ | ------------------------------------ | ----- | ----- | ---- |
|                                                                          | Catherine Deroche        | Les Républicains                     | 559   | 28,74 | 2    |
| Des élus de terrain et de convictions pour tout le Maine-et-Loire        |                          |                                      | 559   | 28,74 | 2    |
|                                                                          | Emmanuel Capus           | La République en marche (LR)         | 346   | 17,79 | 1    |
| La majorité en marche pour un territoire d'avenir                        |                          |                                      | 346   | 17,79 | 1    |
|                                                                          | Joël Bigot               | Divers gauche (PS - PRG)             | 260   | 13,37 | 1    |
| Pour des territoires autonomes et solidaires                             |                          |                                      | 260   | 13,37 | 1    |
|                                                                          | Isabelle Leroy           | Union des démocrates et indépendants | 235   | 12,08 | 0    |
| Une volonté pour le Maine-et-Loire                                       |                          |                                      | 235   | 12,08 | 0    |
|                                                                          | Jean-Charles Prono       | Mouvement démocrate (LREM)           | 215   | 11,05 | 0    |
| Territoires en mouvement                                                 |                          |                                      | 215   | 11,05 | 0    |
|                                                                          | Adrien Denis             | Divers (LR)                          | 136   | 6,99  | 0    |
| La ruralité : ils en parlent, nous la vivons                             |                          |                                      | 136   | 6,99  | 0    |
|                                                                          | Sophie Foucher-Maillard  | Union de la gauche (PS - EÉLV)       | 115   | 5,91  | 0    |
| L'union fait la gauche                                                   |                          |                                      | 115   | 5,91  | 0    |
|                                                                          | Alain Pagano             | Parti communiste français            | 50    | 2,57  | 0    |
| Nos communes, cette richesse                                             |                          |                                      | 50    | 2,57  | 0    |
|                                                                          | Aymeric Merlaud          | Front national                       | 29    | 1,49  | 0    |
| Liste bleu marine pour la défense de nos communes et de nos départements |                          |                                      | 29    | 1,49  | 0    |
|                                                                          |                          |                                      |       |       |      |
| Suffrages exprimés                                                       | Suffrages exprimés       | Suffrages exprimés                   | 1 945 | 98,53 |      |
| Votes blancs                                                             | Votes blancs             | Votes blancs                         | 16    | 0,81  |      |
| Votes nuls                                                               | Votes nuls               | Votes nuls                           | 13    | 0,66  |      |
| Total                                                                    | Total                    | Total                                | 1 974 | 100   | 4    |
| Abstention                                                               | Abstention               | Abstention                           | 32    | 1,60  |      |
| Inscrits / participation                                                 | Inscrits / participation | Inscrits / participation             | 2 006 | 98,40 |      |

### Sénateurs élus
| Sénateur | Sénateur          | Parti |
| -------- | ----------------- | ----- |
|          | Joël Bigot        | PS    |
|          | Emmanuel Capus    | LR    |
|          | Catherine Deroche | LR    |
|          | Stéphane Piednoir | LR    |